# 大河千弘
大河 千弘（おおかわ ちひろ、1928年1月3日 - 2014年9月27日）は、日本の物理学者。長らくアメリカ合衆国で活動した。

## 経歴
石川県金沢市に生まれる。旧制石川県立金沢第一中学校4年修了、旧制第四高等学校卒業。1955年に東京大学理学部物理学科を卒業後、アメリカ中西部大学共同研究所に留学。その後、欧州原子核研究機構(CERN)の研究員などを経て、ゼネラル・アトミックス社の研究員になる。
日本原子力研究所の核融合反応装置の開発に参加し、1969年に水素プラズマの閉じ込め実験に成功した原研核融合トーラス第一号（JET-1）装置を完成させる。この装置は、開発に貢献した大河の名を冠して大河トーラスと呼ばれた。1979年アメリカ物理学会のJames Clerk Maxwell Prize for Plasma Physics受賞。
2014年9月27日、アメリカ合衆国カリフォルニア州サンディエゴ市内の自宅で死去。86歳。